# Intermezzo
För andra betydelser, se Intermezzo (olika betydelser).
Generellt innebär intermezzo (italienska "mellan" eller "mittemellan") något som händer tidsmässigt mellan något annat. Det kan till exempel vara namnet på en mellansats i en symfoni. Det kan stå för ett instrumentalt stycke musik som i många operor används för att skapa en övergång mellan två scener. Ibland har kompositörer använt termen intermezzo i en något vidare betydelse: för att beskriva ett fristående, ofta ganska kort instrumentalt musikstycke.

## Renässansintermezzo
Renässansens intermezzo kallades också för intermedio och var ett maskspelsliknande teaterstycke med musik, oftast uppförd mellan akterna i en pjäs vid de italienska hovfesterna i samband med till exempel bröllop. Några av de främsta intermedi härstammar från bröllop inom ätten Medici. Genren var en av föregångarna till dagens opera och i slutet av 1500-talet hade intermediet blivit den mest spektakulära formen av dramaframförande. Intermedi skrevs och framfördes från sent 1400-tal fram till 1600-talet med höjdpunkten lagd på sent 1500-tal. Efter år 1600 uppgick genren i opera även om intermedi fortsatte att användas inom talpjäser samt framföras mellan operaakter. 
En liknande form uppstod i Frankrike vid samma tid under namnet intermède. Till skillnad från den italienska versionen låg tonvikten mer på dans. Det franska hovet under Katarina av Medici iscensatte också hovfester av ökande snitt. Den franska intermède skulle senare bli den främsta inspirationskällan till den franska opéra comique. Maskspelen i England hade likheter med intermedio men verkade inte som "utfyllnad" mellan pjäsakterna på samma sätt. 

## Operaintermezzo
Under 1700-talet var det vanligt att operatonsättare infogade en komisk opera, ett så kallat intermezzo, som mellanspel mellan akter eller scener i en tragisk eller allvarlig opera seria. Dessa intermezzi kunde antingen vara en del av huvudoperan eller ett självständigt verk, men de var alltid kortare än huvudoperan. De verkade som komiska förströelser och dramatiska kontraster och inte sällan använde de en eller flera karaktärer från huvudoperan eller från commedia dell'arte, till skillnad från renässansens intermezzo, som oftast innehöll mytologiska eller pastorala ämnen. De var oftast av burlesk natur och kännetecknades av slapstickhumor, förklädnader, dialekter och oanständigheter. Det mest kända av alla intermezzi från tiden är Pergolesis La serva padrona, som efter Pergolesis död var upprinnelsen till Buffoniststriden.
I flera fall spreds ryktena om intermezzostyckena mer än själva huvudoperan. Sångarna var ofta ryktbara, den komiska effekterna var populära och intermezzi var relativt enkla att iscensätta och producera.